# Susheela Raman

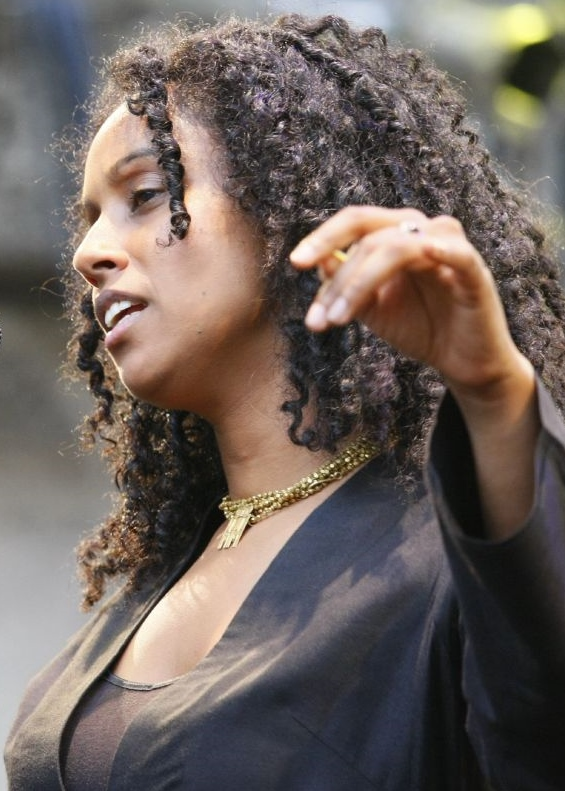
Susheela Raman bei einem Auftritt in Paris (2007)

Susheela Raman (* 21. Juli 1973 in Hendon (London)) ist eine englische Singer-Songwriterin.

## Leben
Susheela Raman wurde als Kind tamilischer Einwanderer im Norden Londons geboren und wuchs in Australien auf. Von ihrer Mutter inspiriert interessierte sie sich schon früh für die klassische indische Musik, insbesondere die südindische karnatische Musik, ehe sie zu Schulzeiten ihre erste Band gründete. Nach ersten Gehversuchen in den Bereichen Funk und Rockmusik wandte sich Raman dem Blues zu. 1995 zog sie nach Indien, um beim Shruti Sadolikar die klassische nordindische Hindustanische Musik zu studieren. 1997 kehrte sie in ihr Geburtsland zurück und lernte den Gitarristen und Produzenten Sam Mills kennen. Mit ihm arbeitete sie über drei Jahre an ihrem Debütalbum Salt Rain, welches auf dem zu EMI gehörigen Label „Narada“ erschien. Das Album verband Einflüsse tamilischer und südindischer Musik mit westlich geprägten Musikstilen. In der Folge wurde sie 2001 für den Mercury Music Prize nominiert. Auch ihr 2003 erschienenes Album Love Trap experimentierte mit einer Mischung aus Weltmusik und Pop, wobei sie diesmal auch verstärkt Elemente afrikanischer Musik in die Arbeit miteinbezog. Für Music for Crocodiles aus dem Jahre 2005 bekam sie positive Rezensionen, die ihr ein durchwegs stimmiges Album mit schier perfekter Musik attestierten. 2006 endete Ramans Vertrag mit Narada, woraufhin sie ihr aus Coverversionen bestehendes Album 33 1/3 selbst produzierte. Dieses erschien 2007 beim französischen Label XIII Bis Records und enthielt Neuinterpretationen von Liedern von Bob Dylan, John Lennon, The Velvet Underground, Captain Beefheart, Jimi Hendrix, Can und Throbbing Gristle.

## Diskografie
Alben
- Salt Rain (2001)
- Love Trap (2003)
- Music for Crocodiles (2005)
- 33 1/3 (2007)
- Vel (2011)
- Queen Between (2014)
- Ghost Gamelan (2018)